# Game Boy Player

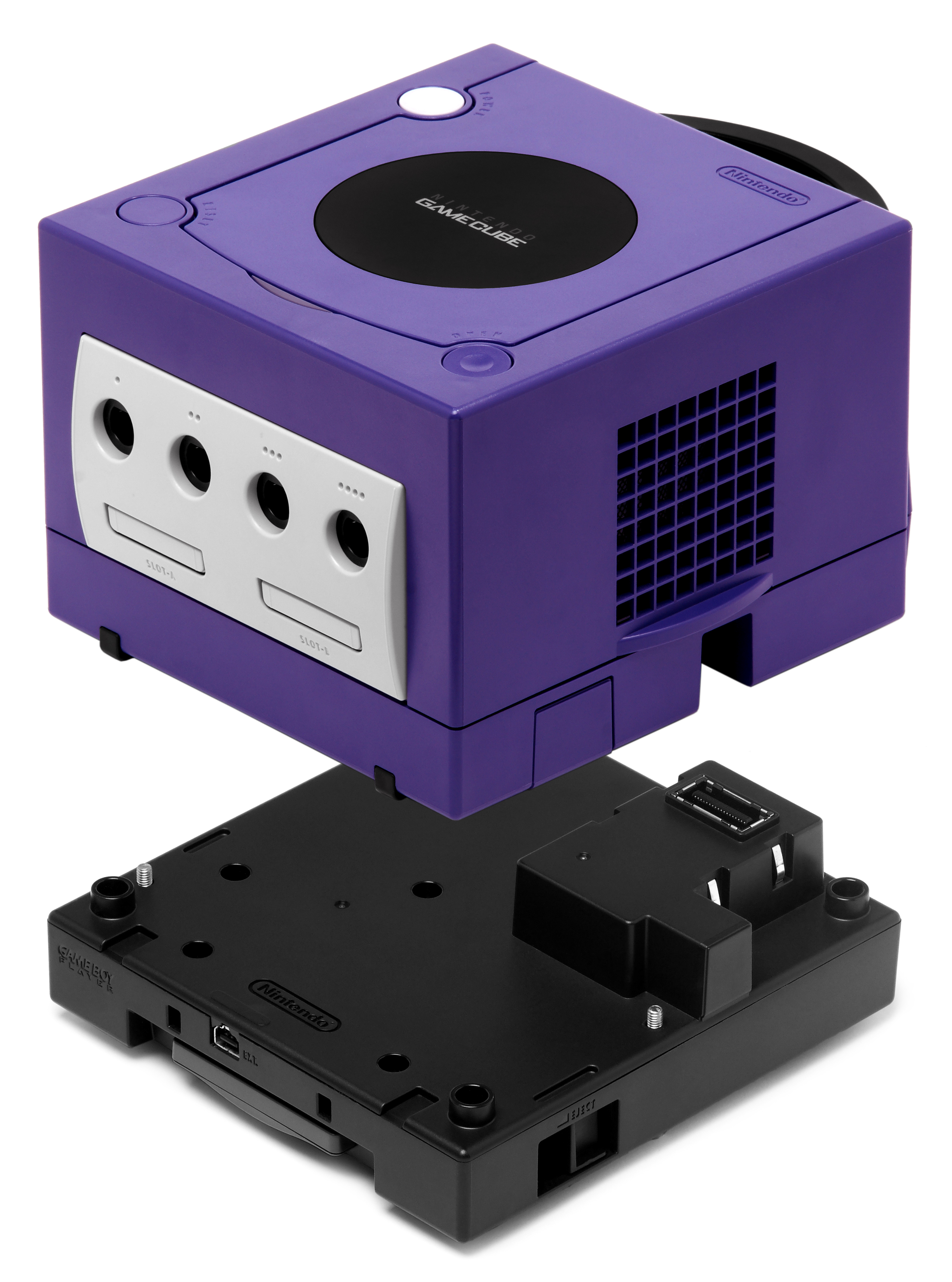
Game Boy Player unter einem schwebenden GameCube

Der Game Boy Player ist ein Zubehör für die Spielkonsole Nintendo GameCube und ermöglicht es, Game-Boy-Spiele auf dem Fernseher zu spielen. Es war das letzte Zusatzgerät, das für den GameCube erschienen ist.

## Eigenschaften und Verwendung
Der Game Boy Player ist ein Adapter, der es ermöglicht, Game-Boy-, Game-Boy-Color- und Game-Boy-Advance-Spiele über den GameCube auf dem Fernsehbildschirm zu spielen. Dazu wird der Adapter an der Unterseite des GameCube in dessen Parallel-Port gesteckt und das Spiel in den Modulschacht des Game Boy Players gesteckt. Anschließend wird eine Boot-Disc in das Laufwerk des GameCube eingelegt, mit deren Hilfe sich das Game-Boy-Spiel starten lässt. Außerdem lassen sich Einstellungen vornehmen, beispielsweise lässt sich die Bildschärfe regulieren, der Bildschirm vergrößern oder einer von 20 Rahmen um den Bildausschnitt legen.

## Eingabegeräte

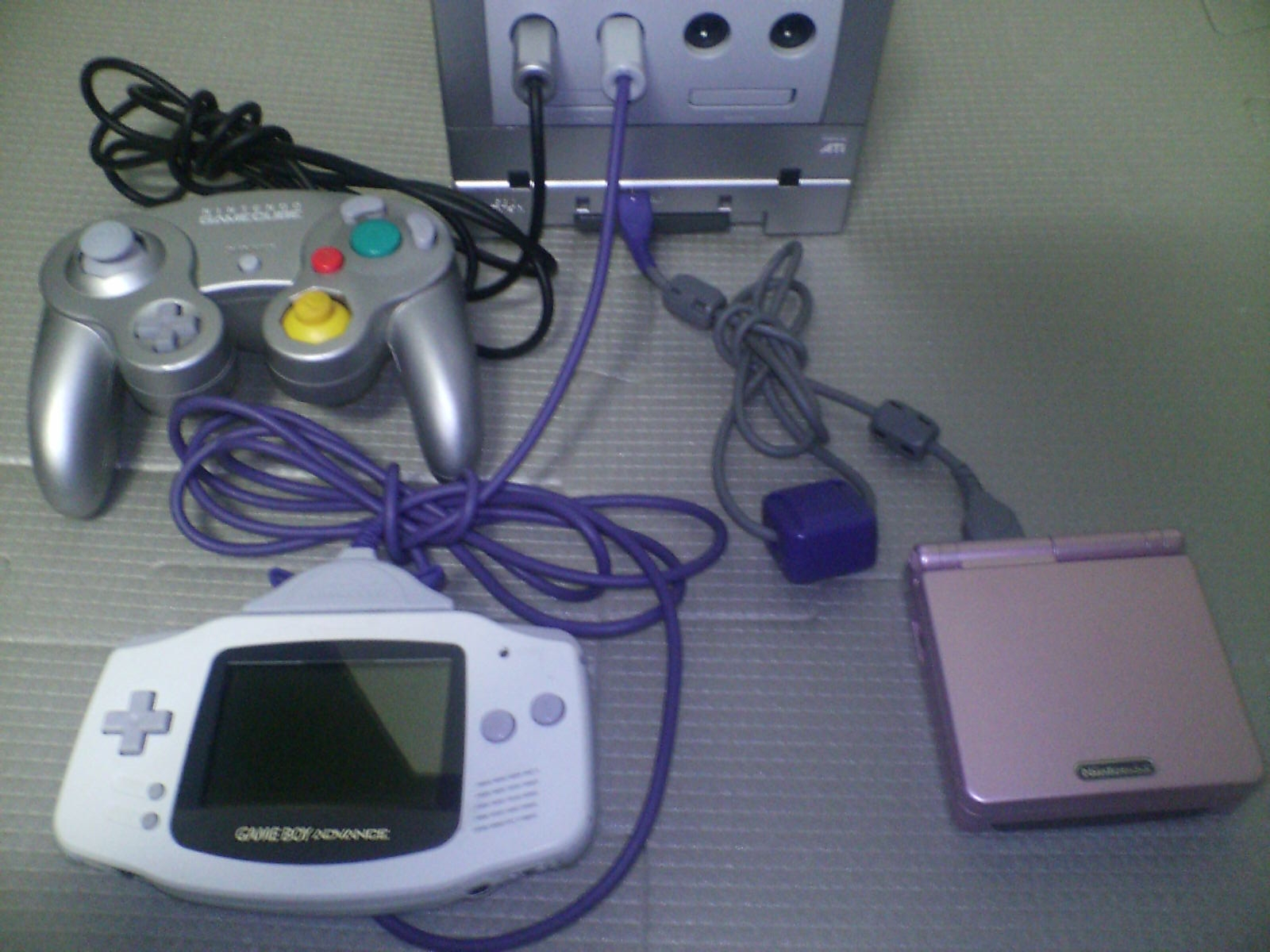
Mögliche Steuergeräte für den Game Boy Player

Der Game Boy Player lässt sich mit mehreren Gamepads wie dem normalen GameCube-Gamepad bedienen. Alternativ können über ein Verbindungskabel die Game-Boy-Advance-Konsolen genutzt werden. Zum Benutzen des Game Boy Players muss allerdings ein GameCube-Controller angeschlossen sein.

## Vertrieb und Varianten
Der Game Boy Player erschien zunächst am 20. März 2003 in Japan in den Farben Indigo, Schwarz, Spice oder Platinum. In Europa und Amerika erschien er am 20. Juni 2003 beziehungsweise am 24. Juni 2003 in der Farbe Schwarz. Für den Panasonic Q erschien eine speziell angepasste Version, da die Abmessungen der Geräte sich unterscheiden.